# Glucocorticoide

Diagramma molecolare del cortisolo, un glucocorticoide.

I glucocorticoidi sono una classe di ormoni steroidei che, nell'uomo, sono prodotti in particolare nella zona fascicolare della corticale del surrene. La secrezione di glucocorticoidi è stimolata dall'ormone adrenocorticotropo (ACTH) adenoipofisario, la cui secrezione è a sua volta stimolata dall'ormone di rilascio della corticotropina (CRH) ipotalamico. Il principale ormone glucocorticoide è il cortisolo e lo stress, sia fisico sia emotivo, ne induce la secrezione.
Per questo motivo a concentrazioni elevate essi giocano un ruolo fondamentale nell'adattamento dell'organismo allo stress.
Nella farmacopea moderna esistono numerosi glucocorticoidi sintetici come, ad esempio, il prednisone.
I glucocorticoidi agiscono sul metabolismo dei carboidrati (come anche su quello dei lipidi e delle proteine) e riducono le risposte infiammatorie e immunitarie.
I medicinali a base di glucocorticoidi trovano impiego soprattutto per contrastare infiammazioni, allergie e reazioni di rigetto nei trapianti d'organo. Tra i numerosi effetti collaterali negativi si annoverano soprattutto aumento della glicemia, diabete mellito tipo 2, riduzione nella fissazione del calcio e la conseguente osteoporosi, impotenza, calo della libido, ipoandrogenismo, depressione, perdita di massa cutanea e muscolare, ipertensione, sindrome di Cushing, ipocorticosurrenalismo.
La ricerca scientifica sta sviluppando molecole sintetiche di glucocorticoidi che, pur mantenendo il loro effetto antinfiammatorio, aumentano il meno possibile il catabolismo e, in generale, gli effetti collaterali.

## Modalità d'azione

### Attivazione in trans
I glucocorticoidi, essendo liposolubili, diffondono nel citosol attraverso la membrana cellulare, e si legano a specifici recettori dei glucocorticoidi (GR) che si trovano legati alla proteina Hsp90. Le proteine GR appartengono alla classe delle proteine Zinc-finger (della famiglia Cys2/Cys2). Il legame con l'ormone determina l'attivazione e dunque un cambio di conformazione nel recettore, che viene traslocato all'interno del nucleo dopo essersi staccato da Hsp90. Questa traslazione avviene grazie al rilascio di GR da parte di Hsp90: i segnali di localizzazione nucleare vengono esposti e la proteina viene traslocata nel nucleo. Qui il complesso glucocorticoide-recettore dimerizza a seguito dell'interazione con altri complessi e si lega all'elemento di risposta per i glucocorticoidi (GRE), una specifica sequenza nucleotidica del promotore del gene di cui si regola l'espressione (questa sequenza contiene ripetizioni dirette di TGACCT). Così il dimero glucocorticoide-recettore agisce da fattore di trascrizione attivante, stimolando così la trascrizione di determinati geni e la sintesi di specifiche proteine nel citoplasma. In particolare, agendo a livello nucleare, non attivano solo singoli geni, ma fanno partire un programma genico che serve a spegnere il processo infiammatorio.